# APT (film)
Pour les articles homonymes, voir APT.
APT est un film fantastique sud-coréen écrit, produit et réalisé par Ahn Byeong-ki avec l'actrice Ko So-young, sorti en salles en 2006. Il est basé sur le manhwa de Kang Full : Appartement.

## Distribution
- Ko So-young - Oh Se-jin
- Kang Seong-jin - Detective Yang Na-sun
- Jang Hee-jin - Yu-jeon
- Park Ha-sun - Jung-hong
- Yoo Min - la jeune femme suicidaire du métro